# Troglocarcinus corallicola
Troglocarcinus corallicola är en kräftdjursart som beskrevs av Addison Emery Verrill 1908. Troglocarcinus corallicola ingår i släktet Troglocarcinus och familjen Cryptochiridae. Inga underarter finns listade i Catalogue of Life.